# Fætrene på Torndal
Fætrene på Torndal er en dansk film fra 1973.
- Manuskript Ib Mossin og Finn Henriksen efter en roman af Morten Korch.
- Instruktion Ib Mossin.

Blandt de medvirkende kan nævnes:
- Karl Stegger
- Arthur Jensen
- Axel Strøbye
- Lily Broberg
- Kurt Ravn
- William Rosenberg
- Søren Strømberg
- Arne Hansen
- Holger Vistisen
- Anne-Marie Juhl
- Valsø Holm
- William Kisum
- Peer Guldbrandsen
- Ulla Jessen
- Bent Warburg
- Anne Wedege